# Quattron
Quattron es la marca de una tecnología de pantalla a color LCD producida por Sharp Electronics . Además de los subpíxeles de color RGB (rojo, verde y azul) estándar, la tecnología utiliza un cuarto subpíxel de color amarillo (RGBY) que, según Sharp, aumenta la gama de colores que se pueden mostrar,   y que puede imitar más de cerca la forma en que el cerebro procesa la información de color.   La pantalla es una forma de visualización de múltiples colores primarios, otras formas de las cuales se han desarrollado en paralelo a la versión de Sharp.  
La tecnología se utiliza en la línea de productos de TV LCD Aquos de Sharp, particularmente en modelos con pantallas de 40 pulgadas de ancho y más grande. Primero se introdujo como “tecnología de color de subpíxeles” y luego Linda Lim de Sharp Malaysia la acuñó como tecnología Quattron.  La tecnología, distinta de la línea de productos, ha sido publicitada con George Takei como portavoz en el comercial de debut, en el que utiliza su eslogan "Oh My".  Otro comercial tenía a Takei promocionando el modelo 3-D con los Minions de la película Despicable Me de 2010.  En Malasia, el famoso eslogan era “4C ha llegado, 3C ha terminado”, imitando la atención de la tendencia de la tecnología 4G en ese momento, pero en realidad se refería a su tecnología de color avanzada. La versión posterior se conoció como Quattron Pro con píxeles más subdivididos aplicados a su gama HDTV.

## Recepción

### Análisis
Según un análisis de Raymond Soneira, presidente de DisplayMate Technologies, un productor de equipos de calibración de video, los espacios de color estándar de la industria utilizados por los proveedores de contenido significan que no existe material fuente que contenga el cuarto canal de color. Por lo tanto, concluye que cualquier color "adicional" que se muestre debe ser creado en el propio televisor a través del procesamiento de video, lo que da como resultado un color exagerado y menos preciso. 

Respuesta espectral de una pantalla Quattron común. La respuesta blanca se comparó con cada uno de los cuatro primarios, dados por las respectivas líneas de colores. La luz amarilla producida por la pantalla resulta ser simplemente la suma de la luz que pasa a través del píxel rojo y el píxel verde.

Los investigadores del color de la Universidad Queen Mary de Londres investigaron la tecnología Quattron y descubrieron que, si bien Quattron tiene cuatro subpíxeles de color físicos, no tiene un cuarto primario en la luz de fondo para impulsarlo (el amarillo es aproximadamente 575 Nuevo Méjico). En otras palabras, Quattron tiene un subpíxel amarillo que deja pasar la luz, pero el fabricante no ha tomado ninguna medida para producir la luz amarilla necesaria para atravesarlo. (El subpíxel amarillo simplemente deja pasar más luz roja y verde). Sobre esa base, concluyen que no cumple ninguna función útil. 